# Maxime Mirhorodskiï
Maxime Mirhorodskiï (en ukrainien : Максим Вікторович Миргородський, Maksym Viktorovytch Myrhorods’kyi), né le 27 septembre 1979 à Bolhrad est un général ukrainien commandant les forces d'assaut aérien ukrainiennes.
Il était major et participait à la bataille de Saour-Mogyla en 2014, lt-colonel et participait à la bataille de Debaltseve, début 2015 avec la 79e brigade d'assaut aérien. Il fut le commandant de la 95e brigade d'assaut aérien de 2018 à 2021.